# Батлер (округ, Пенсильвания)
Батлер (англ. Butler County) — округ в штате Пенсильвания, США. Официально образован 12 марта 1800 года. По состоянию на 2010 год, численность населения составляла 183 862 человека.

## География
По данным Бюро переписи США, общая площадь округа равняется 2 059,052 км2, из которых 2 043,512 км2 суша и 15,540 км2 или 0,790 % это водоёмы.

## Население
По данным переписи населения 2000 года в округе проживает 174 083 жителей в составе 65 862 домашних хозяйств и 46 827 семей. Плотность населения составляет 85,00 человек на км2. На территории округа насчитывается 69 868 жилых строений, при плотности застройки около 34,00-х строений на км2. Расовый состав населения: белые — 96,50 %, афроамериканцы — 0,90 %, коренные американцы (индейцы) — 0,09 %, азиаты — 0,80 %, гавайцы — 0,03 %, представители других рас — 0,17 %, представители двух или более рас — 0,7 %. Испаноязычные составляли 0,9 % населения независимо от расы.
В составе 32,90 % из общего числа домашних хозяйств проживают дети в возрасте до 18 лет, 59,80 % домашних хозяйств представляют собой супружеские пары проживающие вместе, 8,10 % домашних хозяйств представляют собой одиноких женщин без супруга, 28,90 % домашних хозяйств не имеют отношения к семьям, 24,20 % домашних хозяйств состоят из одного человека, 10,40 % домашних хозяйств состоят из престарелых (65 лет и старше), проживающих в одиночестве. Средний размер домашнего хозяйства составляет 2,55 человека, и средний размер семьи 3,04 человека.
Возрастной состав округа: 24,60 % моложе 18 лет, 8,80 % от 18 до 24, 29,40 % от 25 до 44, 23,00 % от 45 до 64 и 23,00 % от 65 и старше. Средний возраст жителя округа 38 лет. На каждые 100 женщин приходится 95,40 мужчин. На каждые 100 женщин старше 18 лет приходится 91,80 мужчин.